# NGC 3710
NGC 3710 é uma galáxia elíptica (E) localizada na direcção da constelação de Leo. Possui uma declinação de +22° 46' 07" e uma ascensão recta de 11 horas, 31 minutos e 06,9 segundos.
A galáxia NGC 3710 foi descoberta em 10 de Abril de 1785 por William Herschel.